# Alionematichthys
Alionematichthys är ett släkte av fiskar. Alionematichthys ingår i familjen Bythitidae.
Kladogram enligt Catalogue of Life:
| Alionematichthys | \| \| Alionematichthys ceylonensis \| \| \| \| \| \| Alionematichthys crassiceps \| \| \| \| \| \| Alionematichthys minyomma \| \| \| \| \| \| Alionematichthys phuketensis \| \| \| \| \| \| Alionematichthys piger \| \| \| \| \| \| Alionematichthys plicatosurculus \| \| \| \| \| \| Alionematichthys riukiuensis \| \| \| \| \| \| Alionematichthys samoaensis \| \| \| \| \| \| Alionematichthys shinoharai \| \| \| \| \| \| Alionematichthys suluensis \| \| \| \| \| \| Alionematichthys winterbottomi \| \| \| \| |
|                  | \| \| Alionematichthys ceylonensis \| \| \| \| \| \| Alionematichthys crassiceps \| \| \| \| \| \| Alionematichthys minyomma \| \| \| \| \| \| Alionematichthys phuketensis \| \| \| \| \| \| Alionematichthys piger \| \| \| \| \| \| Alionematichthys plicatosurculus \| \| \| \| \| \| Alionematichthys riukiuensis \| \| \| \| \| \| Alionematichthys samoaensis \| \| \| \| \| \| Alionematichthys shinoharai \| \| \| \| \| \| Alionematichthys suluensis \| \| \| \| \| \| Alionematichthys winterbottomi \| \| \| \| |
|                  | Alionematichthys ceylonensis |
|                  | |
|                  | Alionematichthys crassiceps |
|                  | |
|                  | Alionematichthys minyomma |
|                  | |
|                  | Alionematichthys phuketensis |
|                  | |
|                  | Alionematichthys piger |
|                  | |
|                  | Alionematichthys plicatosurculus |
|                  | |
|                  | Alionematichthys riukiuensis |
|                  | |
|                  | Alionematichthys samoaensis |
|                  | |
|                  | Alionematichthys shinoharai |
|                  | |
|                  | Alionematichthys suluensis |
|                  | |
|                  | Alionematichthys winterbottomi |
|                  | |